# 守山玲愛
守山 玲愛（もりやま れいあ、1995年2月9日 - ）は、日本の元女優である。元NEWSエンターテインメントスクール所属。身長150cm。

## 略歴
2002年、ダンス・歌に興味を持ち、NEWSエンターテインメントスクールのオーディションを受け、事務所に入所。同年7月に放送されたTBS系ドラマ「月曜ミステリー劇場『沈黙のアリバイ』」で役者デビュー。

## 人物
- スキューバーダイビングのジュニアライセンスを取得している。
- 元AKB48研究生の今井悠理枝と同じ学校で仲が良い。

## 出演

### テレビドラマ
- 月曜ミステリー劇場「探偵 左文字進5」（2002年、TBS）幸子 役
- 月曜ミステリー劇場「沈黙のアリバイ」（2002年、TBS）由紀 役
- 金曜エンタテイメント「実録 福田和子」（2002年、フジテレビ）福田和子（幼少） 役
- よい子の味方〜新米保育士物語〜（2003年、日本テレビ）バラ組園児 役
- 金曜時代劇「転がしお銀」（2003年、NHK総合）おみつ 役
- ワンダフルライフ（2004年、フジテレビ）
- 金曜時代劇「慶次郎縁側日記」（2004年、NHK総合）おきわ（幼少） 役
- 大河ドラマ「義経」（2005年、NHK）うつぼ（幼少） 役
- 月曜ドラマシリーズ「ハチロー〜母の詩、父の詩〜」（2005年、NHK総合）鳩子 役
- 金曜時代劇「秘太刀 馬の骨」（2005年、NHK総合）浅沼直江 役
- 木曜時代劇「次郎長背負い富士」（2006年、NHK総合）とみ（幼少） 役
- 受験の神様（2007年、日本テレビ）山守玲愛 役
- 怨み屋本舗REBOOT（2009年、テレビ東京）赤坂チサト 役

### 映画
- ニワトリはハダシだ（2004年）金子千春 役
- 帰郷（2004年）チハル 役
- 蟲師（2007年3月）真火 役
- 遠くの空に消えた（2007年8月）
- コドモのコドモ（2008年9月）ミワコ 役

### 舞台
- 十戒・序章
- 日本橋物語 最愛の人（2006年、明治座11月公演）12歳娘 役
- たいしゅう小説家 Presents 幸せの向こう側（2009年）レアム 役